# Agenda Europa
L'appellativo Agenda Europa (dall'inglese "Agenda Europe") fa riferimento a un centro organizzativo europeo che ha tra i suoi obbiettivi principali quello di contrastare i diritti per le persone LGBT e di promuovere posizioni estremiste di stampo conservatore.
Agenda Europa è nata nel 2013 basandosi su rigidi criteri di segretezza. Le sue specifiche furono rivelate solo nel 2017 quando emersero molteplici documenti riguardanti l'operato, i partecipanti, gli obbiettivi e i finanziamenti del progetto.

## Storia

### Nascita
Agenda Europa nacque nel gennaio 2013 da una riunione avvenuta a Londra che coinvolse, circa, 20 leader e consulenti strategici antiabortisti Nord Americani ed Europei che avevano lo scopo di “sviluppare un gruppo di pensiero europeo di ispirazione cristiana” e “ideare nuove strategie per i movimenti antiabortisti europei”.
Organizzato congiuntamente dalla conservatrice austriaca e attivista cattolica Gudrun Kugler e dallo statunitense Terrence McKeegan il ritiro londinese doveva essere “strettamente riservato". Nei documenti successivamente rinvenuti veniva riportato che "questo programma non deve essere inoltrato per nessuna ragione senza il permesso degli organizzatori”.
Agli esordi di Agenda Europa Peadar O’Scolai, dell’organizzazione irlandese "Family and Life", chiese ai partecipanti di identificare “obiettivi realizzabili per il movimento provita”, mentre Gudrun Kugler si dedicò a “sviluppare un centro di pensiero paneuropeo per riflettere i valori cristiani”, osservando come “in Europa non esiste un centro di pensiero di ispirazione cristiana per analizzare le tendenze attuali, per elaborare le risposte, gli argomenti, le alternative e per definire i linguaggi. Tali argomenti complessi vengono lasciati alle organizzazioni non governative o a pochi legislatori perché li risolvano da soli”.

### Sviluppi
Nel 2013 apparve un blog anonimo intitolato “Agenda Europa” che si occupava delle notizie e degli sviluppi della politica europea criticando aspramente qualsiasi progresso legale e politico nell'ambito dei diritti umani in merito alla sessualità e alla riproduzione (SRR). Il blog divenne rapidamente un punto di riferimento per le prospettive tradizionaliste nell'ambito SRR e assurse alle cronache per le sue posizioni estremiste.
Nell’estate del 2017 alcuni documenti riguardanti l'organizzazione divennero di dominio pubblico grazie alla franco-tedesca Arte Television. Questi documenti includevano i dettagli della sopracitata riunione di fondazione avvenuta nel 2013, il nome prescelto per il centro organizzativo, le successive riunioni a cadenza annuale del direttivo, una lista di esperti di social network con cui il gruppo intendeva agire su internet e il manifesto comune per la rete di Agenda Europa intitolato "Ristabilire l’ordine naturale: un’Agenda per l’Europa".

### Partecipanti
I documenti trapelati sopracitati hanno rivelato che, fino a quel momento, il direttivo di Agenda Europa contava circa 100/150 individui (tra cui molti leader politici e funzionari governativi di tutta Europa) e almeno 50 organizzazioni conservatrici.
L'organizzazione spagnola CitizenGO è uno degli attori principali di Agenda Europa.
L'organizzazione può anche contare sul supporto di alcuni alti prelati cattolici; un esempio è riscontrabile al convegno annuale del 2014 quando le proprietà utilizzate per i ritiri spirituali sono state date in concessione ai partecipanti dall'arcidiocesi di Monaco.

### Finanziamenti
Per operare il gruppo può contare su numerosi finanziamenti provenienti da organizzazioni appartenenti a: miliardari, aristocratici e oligarchi. Tra i nomi più altolocati troviamo:
- Patrick Slim Domit, figlio del multimiliardario[13] Carlos Slim Helú, è uno dei maggiori finanziatori dei movimenti anti-abortisti in Messico e nel mondo.
- L’Arciduca Imre e sua moglie, l’Arciduchessa Kathleen, che rappresentano la famiglia Asburgo-Lorena (l’ultima famiglia imperiale austriaca), i quali hanno concesso il loro patronato a molte iniziative del gruppo (il patrimonio di famiglia si aggira tra i 63 e i 207 milioni di dollari).[1]
- Oliver Hylton, che fu il gestore patrimoniale del finanziere Sir Michel Hintze (magnate dal patrimonio di 2,6 miliardi di dollari[14] noto alle cronache per i suoi finanziamenti a gruppi di propaganda legati al negazionismo del riscaldamento globale).
- Alexey Komov, rappresentante della Chiesa Ortodossa Russa, viene sponsorizzato dall’oligarca multimilionario di estrema destra Konstantin Malofeev, si è occupato dei progetti internazionali della fondazione.

## Strategie
Per intraprendere i propri obbiettivi il gruppo agisce tramite: lobbismo politico, campagne referendarie, petizioni e azioni di disinformazione.
Per veicolare più efficacemente le proprie istanze contro la secolarizzazione e le rivoluzioni culturali lontane dalle loro posizioni l'organizzazione si prefigge di: imputare a chi appoggia istanze diametralmente opposte alle loro di essere discriminatori e intolleranti verso i cristiani o di essere cristianofobici dipingendosi come vittime, portare le proprie proposte sotto l'appellativo di "diritti" e non "restrizioni" o "divieti", etichettare i propri avversari come violenti e se stessi come "antisistema" cercando di diventare interlocutori rispettabili a livello internazionale.

## Obiettivi
| Tematiche                                                                          | Leggi da abrogare/temi da proibire | Leggi da adottare | Azioni non legislative |
| ---------------------------------------------------------------------------------- | --- | --- | --- |
| Matrimonio, famiglia e diritti LGBT                                                | - Abrogare le leggi su unioni tra persone dello stesso sesso e civili. - Abrogare tutte le leggi che permettono il divorzio - Abrogare tutte le leggi che permettono l’adozione da parte delle persone omosessuali. | - Leggi contro la "sodomia". - Leggi per rendere più difficile il divorzio. - Favorire il matrimonio tramite la sua detassazione e altre leggi sociali. - Leggi per proibire la “propaganda omosessuale”. - Legalizzare e incentivare lo studio privato domestico in ogni paese.                                                              | - Cancellare qualsiasi finanziamento a favore delle persone o gruppi LGBT - Rivedere i programmi di educazione sessuale in aderenza al manifesto di Agenda Europa. - Sostenere risoluzioni contro la maternità surrogata nel Parlamento Europeo e nel Consiglio d’Europa. - Enfatizzare gli aspetti di “scelta” della "sodomia". |
| Vita, contraccezione, aborto, procreazione assistita, cellule staminali, eutanasia | - Vietare la vendita di tutti i contraccettivi farmaceutici - Vietare contratti che includano forniture per aborto, contraccettivi e sterilizzazione. - Vietare la diagnostica prenatale. - Vietare la fecondazione in vitro (IVF). | - Obiezione di coscienza per medici e farmacisti (affinché il rifiuto della cura sia un diritto legale). - Divieto di aborto nel diritto nazionale e in quello internazionale. - Convenzione internazionale per proibire qualsiasi uso medico e di ricerca di cellule staminali umane. - Convenzione internazionale per proibire l’eutanasia. | - Eliminare l'aborto dai programmi di Assistenza Pubblica. - In riferimento all’aborto, promuovere diritti genitoriali, congedi e standard igienici restrittivi. - Introdurre consulenze provita antiabortiste finanziate direttamente dai governi.                                                                              |
| Uguaglianza e contrasto alla discriminazione                                       | - Abolizione delle leggi a favore dell’eguaglianza nell’Unione Europea, In particolare abrogazione degli articoli 21 e 23 della Carta dei Diritti Fondamentali. - Abolizione di tutte le leggi a favore dell’eguaglianza a livello nazionale. - Contrastare l’adozione della 5ª direttiva europea in merito all’eguaglianza di trattamento. | - Creare coalizioni di aziende, società commerciali e proprietari immobiliari di piccola/media grandezza. - Propagandare l’incertezza giuridica e le difficoltà amministrative causate dalle leggi contro la discriminazione. | - Evidenziare il costo delle leggi contro la discriminazione per l'economie nazionali. - Criticare le azioni intentate dai sostenitori delle leggi contro la discriminazione (ad esempio il gruppo ILGA). |

## Operato
Il gruppo ha redatto molte campagne per influenzare le legislazioni di diversi paesi e tra le più importanti troviamo:
- La petizione e il referendum per vietare il matrimonio egualitario nella costituzione croata (2013; successo)[15]
- Una proposta di legge per limitare il diritto all’aborto in Spagna (2014; fallimento: revocata nel settembre 2014)[16]
- La petizione e il referendum per limitare il matrimonio omosessuale in Slovenia (2015; successo)[17]
- Il reclamo contro la Svezia per il mancato rispetto dell’obiezione di coscienza nell’ambito della salute riproduttiva (2015-2017; fallimento: rifiutate tutte le richieste)[18]
- Il referendum per limitare il matrimonio omosessuale in Slovacchia (2015; fallimento: quorum non raggiunto)[19]
- Una proposta di legge Polacca per vietare l’aborto con pena detentiva per le donne (2016; fallimento: respinta dal Parlamento nell’ottobre 2016)[20]
- L'iniziativa "Mamma, Papà & Bambini" per definire in Europa il matrimonio come solo "tra un uomo e una donna" (2016; fallimento: firme raccolte insufficienti)[21]
- Lobbismo politico contro la ratifica della Convenzione di Istanbul per Bulgaria, Croazia, Polonia (2016-2018; successo in Bulgaria[22] e fallimento in Croazia[23] e Polonia[24])
- La petizione e il referendum per vietare il matrimonio egualitario in Romania (2016-2018; successo: 3 milioni di firme raccolte; fallimento: quorum non raggiunto)[25]

## Incontri annuali
Il programma degli incontri segue una formula prestabilita: ai partecipanti viene offerto un ricevimento in cui viene fatto un discorso di apertura a opera solitamente di un politico come Jakob Cornides, allora amministratore della Commissione Europea, o Rocco Buttiglione, allora deputato italiano, o Aleksander Stępkowski, allora vice ministro degli Affari Esteri della Polonia. Segue una celebrazione della Messa e un seminario di due giorni con un format che varia dalle presentazioni plenarie alla creazione di gruppi di lavoro tematici relativi alle istanze e ai progressi del gruppo.

### Lista (parziale)
| Adizione | Anno | Luogo             |
| -------- | ---- | ----------------- |
| I        | 2013 | Londra            |
| II       | 2014 | Monaco di Baviera |
| III      | 2015 | Dublino           |
| IV       | 2016 | Varsavia          |